# (4762) Dobrynya
(4762) Dobrynya (1982 SC6) – planetoida z grupy pasa głównego asteroid okrążająca Słońce w ciągu 3,63 lat w średniej odległości 2,36 j.a. Odkryta 16 września 1982 roku.